# Begraafplaats Orthen

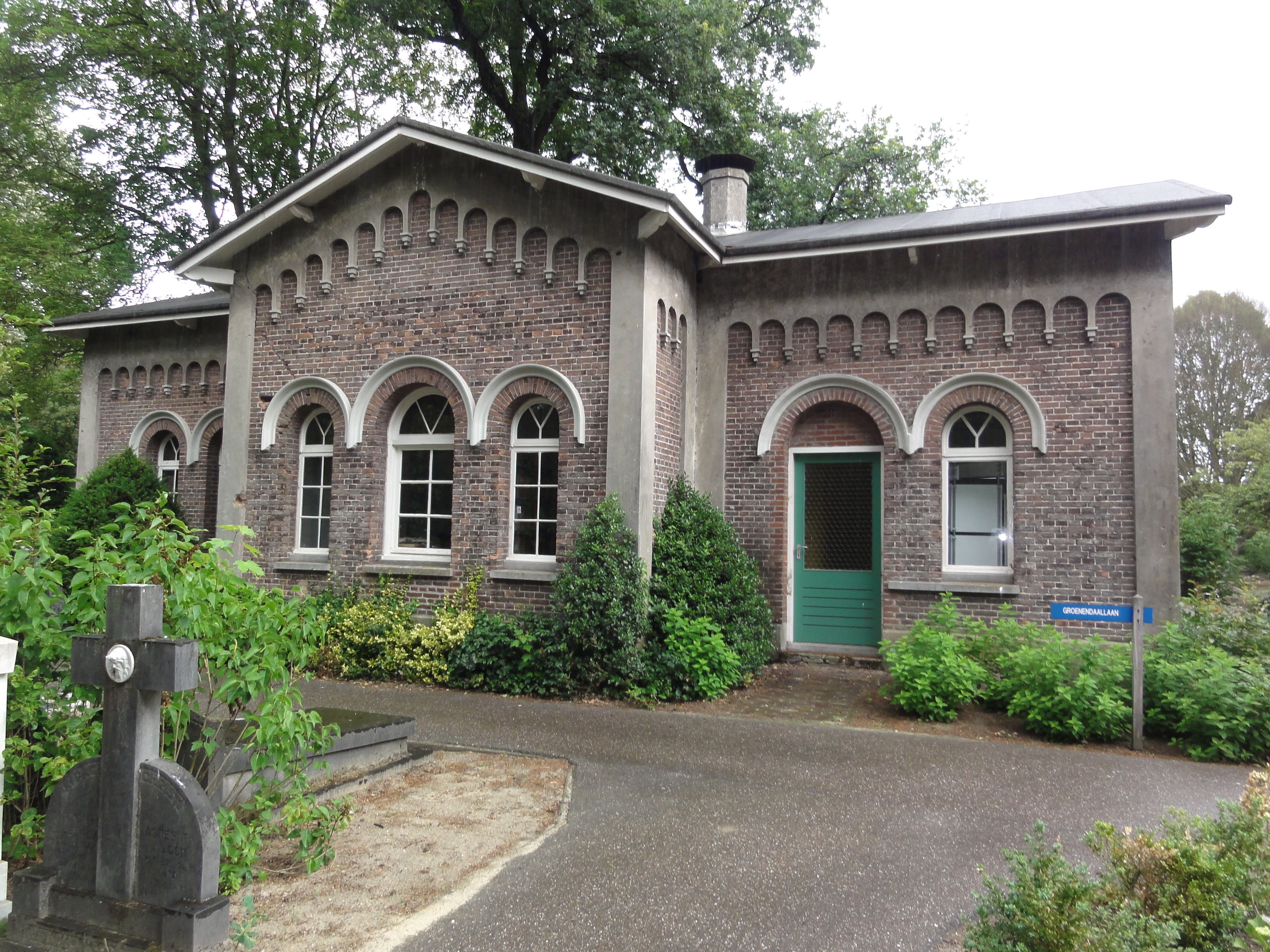
Het lijkenhuis

Begraafplaats Orthen is de enige begraafplaats in 's-Hertogenbosch, en is gelegen in de gelijknamige wijk Orthen. Velen kennen het ook als Begraafplaats Groenendaal. Johannes Groenendaal was in 1858 de eerste overledene, die hier werd begraven. Naar hem werd tussen 1978 en 2008 de begraafplaats vernoemd.

## Geschiedenis
De begraafplaats was in het begin aangelegd op het terrein van Fort Orthen aan de weg van 's-Hertogenbosch naar Fort Crèvecoeur. De begraafplaats werd aangelegd vanaf 1856. Op 29 april 1858 werd de begraafplaats voor 4/5 uitgegeven aan het kerkbestuur van de Sint-Janskathedraal en voor 1/5 aan de protestantse gemeenschap. Het terrein diende men nog een paar maal uit te breiden met nieuwe akkers waardoor de totale oppervlakte nu ruim 11 hectare bedraagt.
Op de begraafplaats staat de door Lambert Hezenmans gebouwde Bisschopskapel. In de crypte van de kapel bevinden zich de graven van verscheidene bisschoppen van het bisdom 's-Hertogenbosch. De kapel, het lijkenhuis en diverse grafmonumenten, genieten bescherming als rijksmonument.

## Grafmonumenten (selectie)

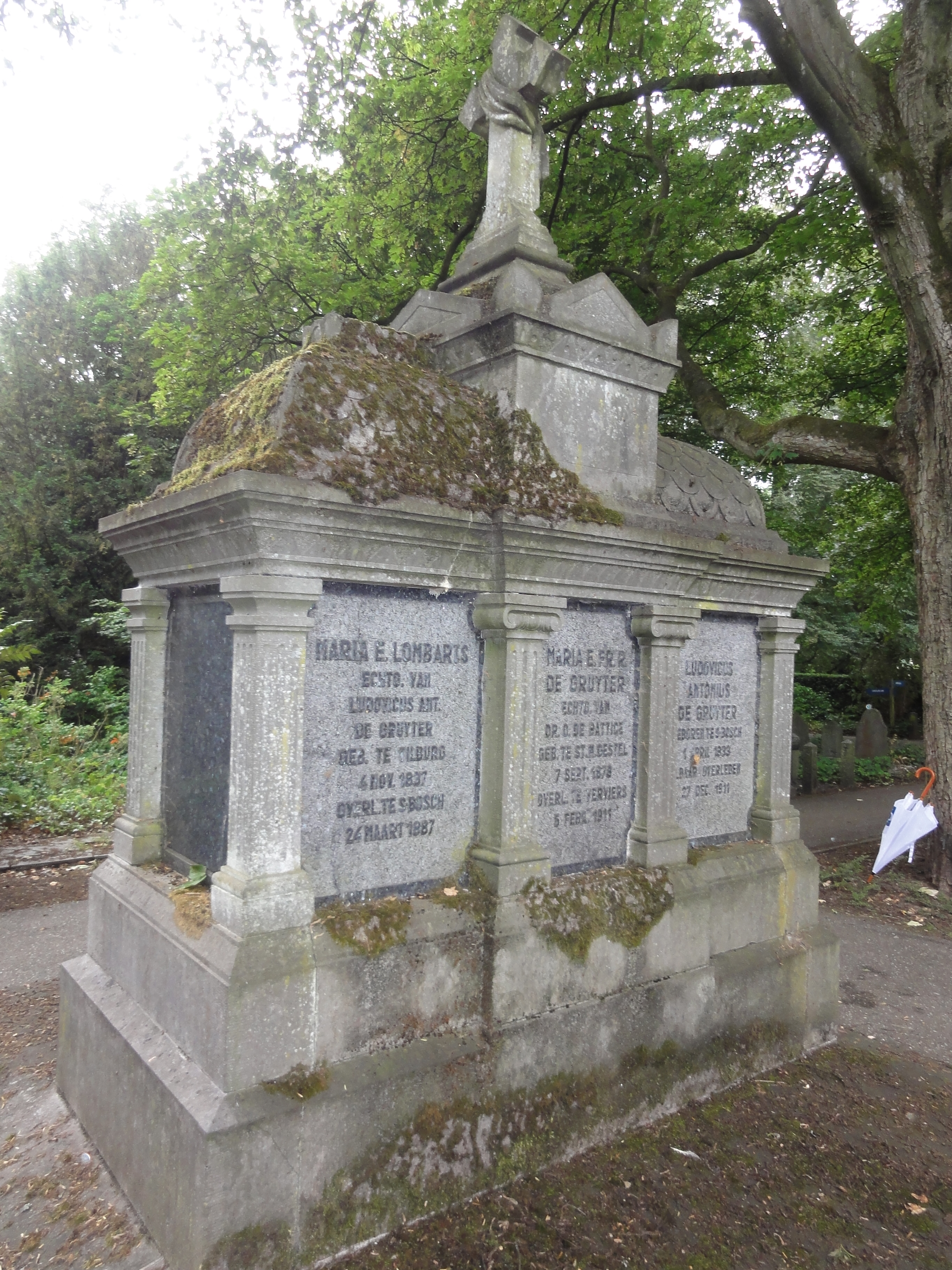
Grafmonument van de familie De Gruyter
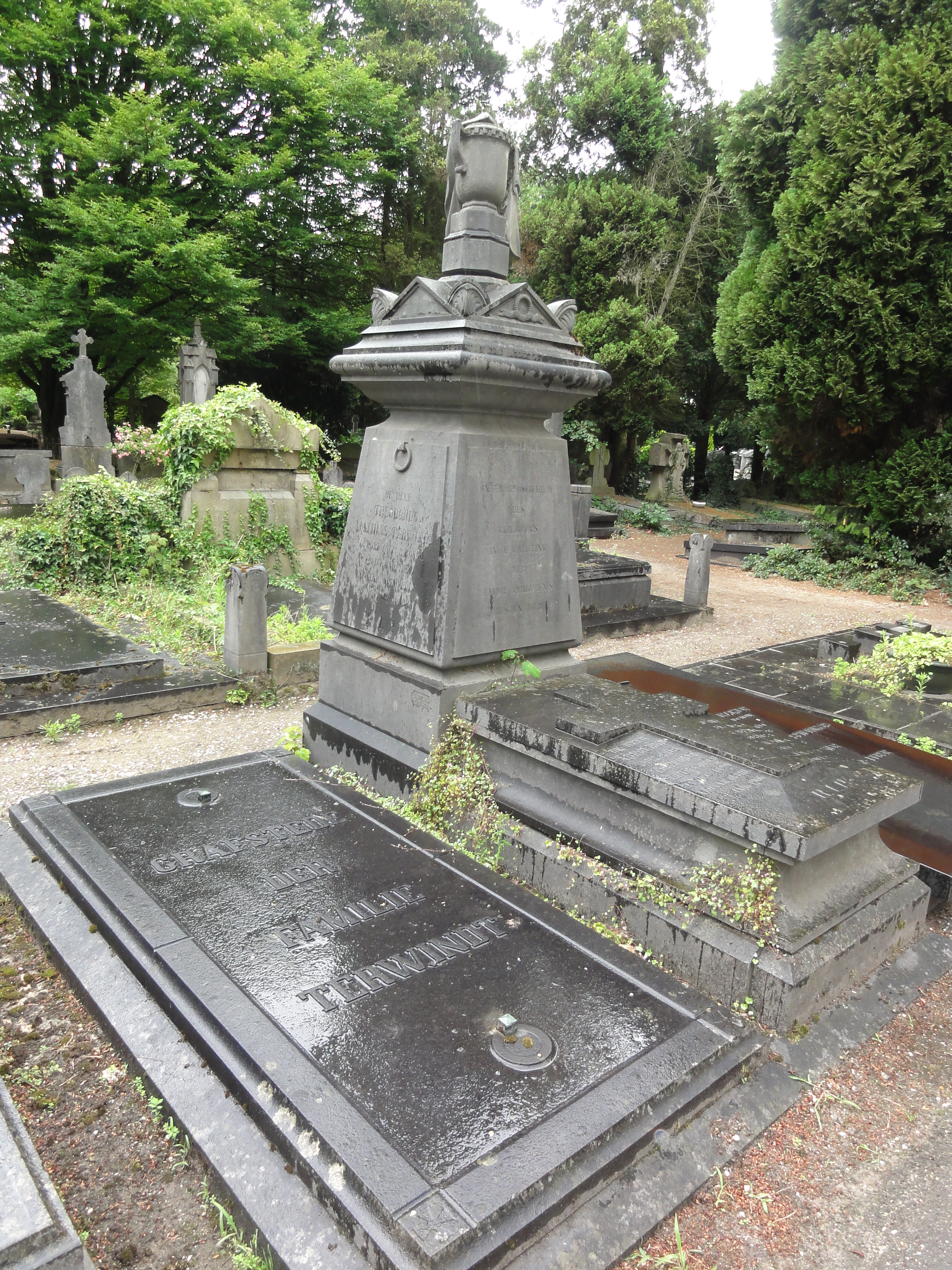
Grafstede der familie Terwindt
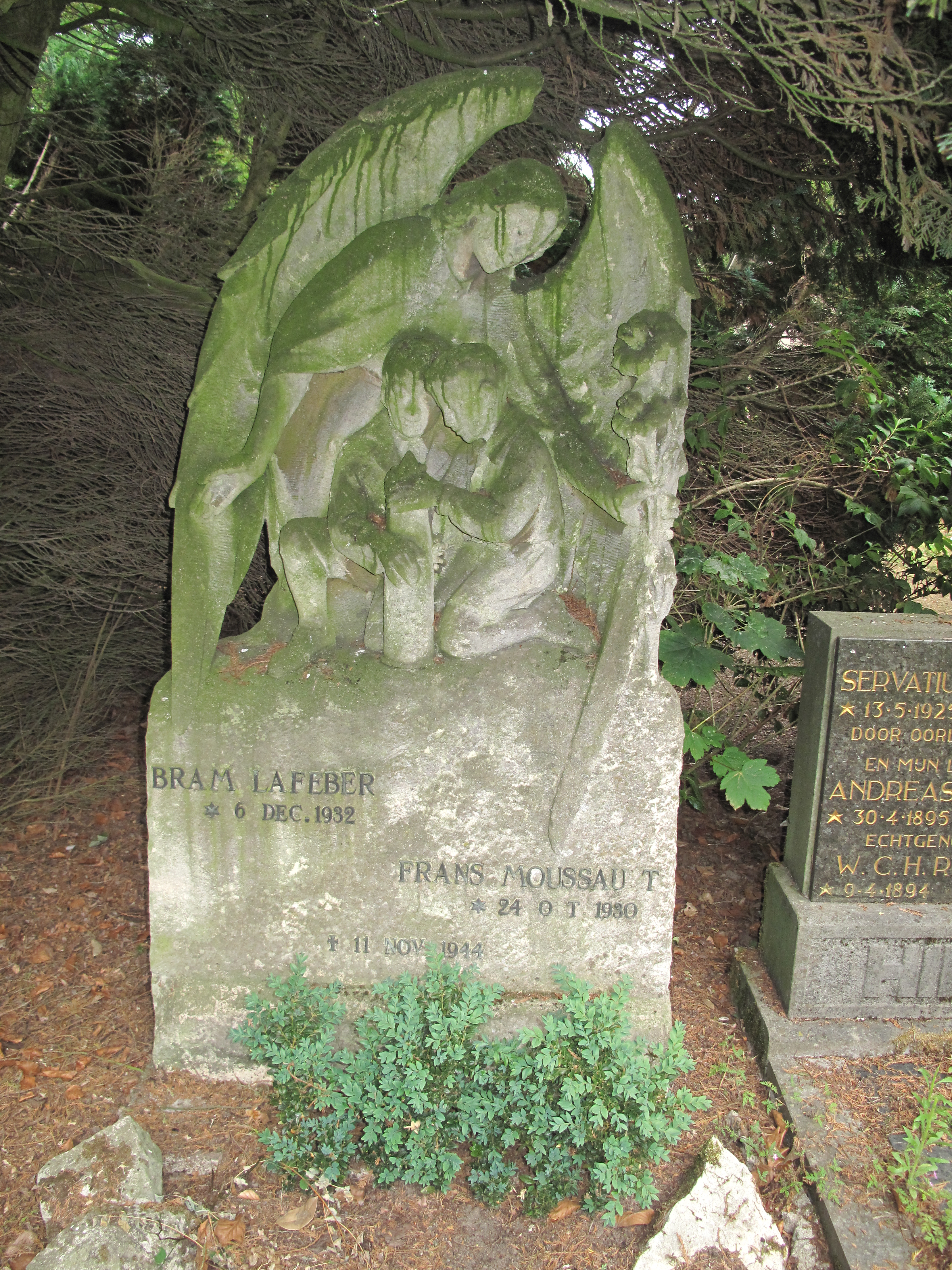
Grafmonument van Bram Lafeber en Frans Moussault
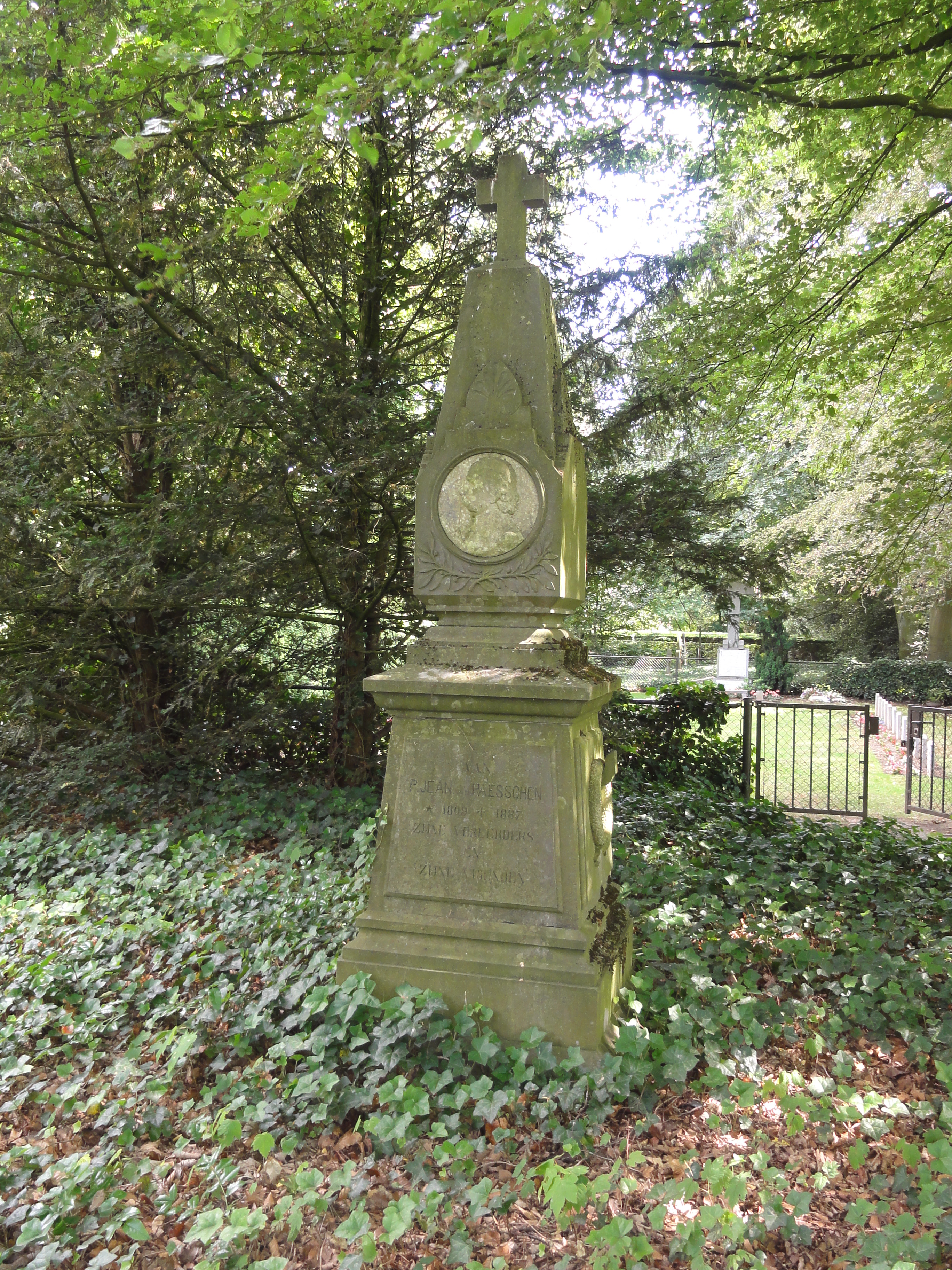
Grafmonument van P.J. van Paesschen
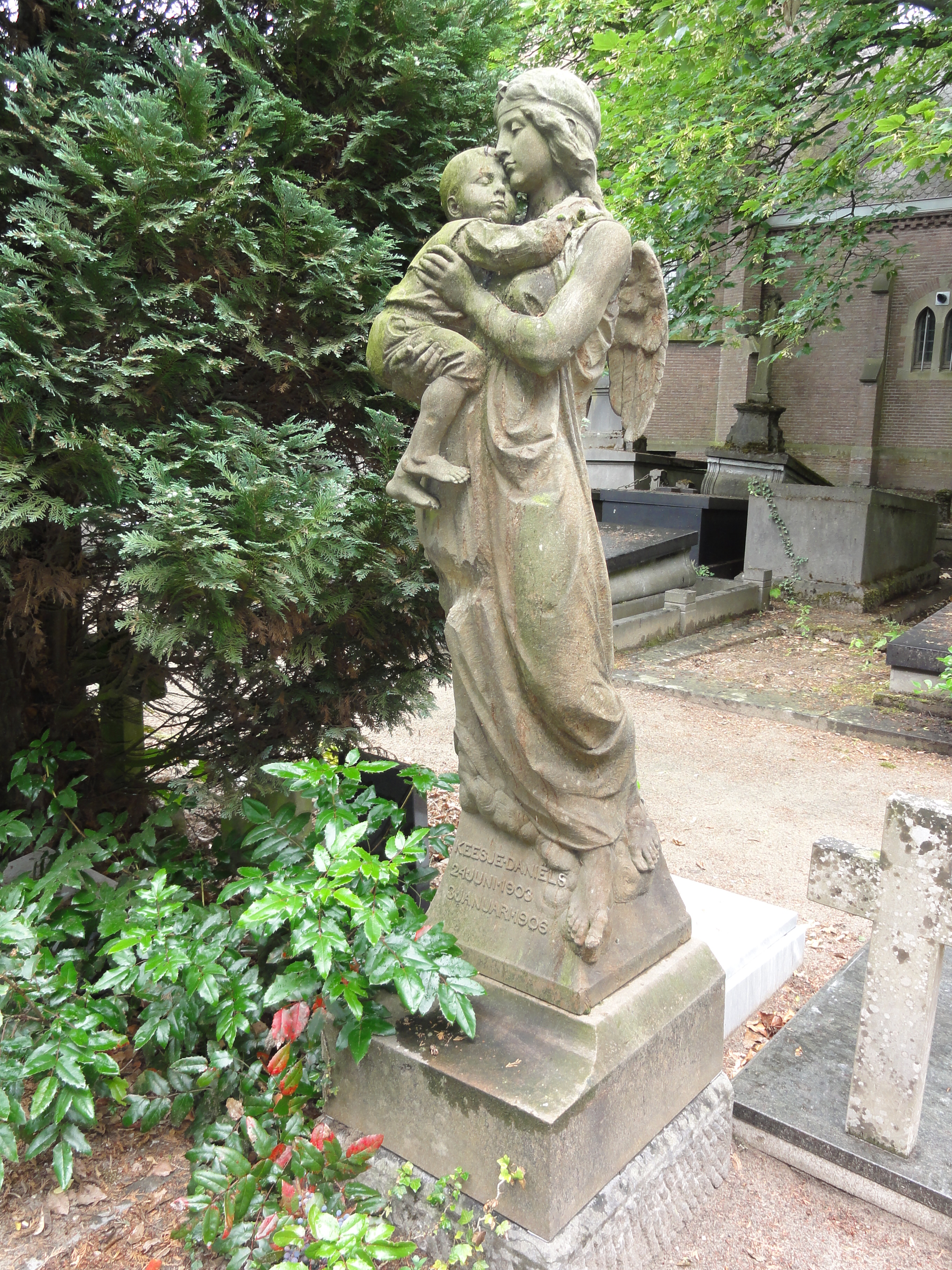
Grafmonument van Keesje Daniëls